# Silver Star
Silver Star este cea de a treia decorație militară care poate fi acordată unui militar al SUA pentru acțiuni împotriva unui inamic.

Silver Star se acordă pentru fapte de bravură în acțiune împotriva unui inamic al SUA în cazul în care nu se justifică acordarea unor distincții mai mari: Distinguished Service Cross, Navy Cross/Crucea Forțelor navale, sau Air Force Cross/Crucea Forțelor Aeriene (decorații care se află pe locul doi sau Medal of Honor/Medalia de Onoare, care se află pe primul loc dintre distincții.

Silver Star se poate acorda oricărei persoane,care servind în forțele armate s-a distins prin eroism extraordinar prin una din următoarele acțiuni:
- Împotriva unui inamic al SUA
- Fiind implicat în operațiuni militare într-un conflict militar împotriva unui inamic
- Servind în cadrul unor forțe prietene într-un conflict militar împotriva unui inamic conflict în care SUA nu este parte beligerantă.

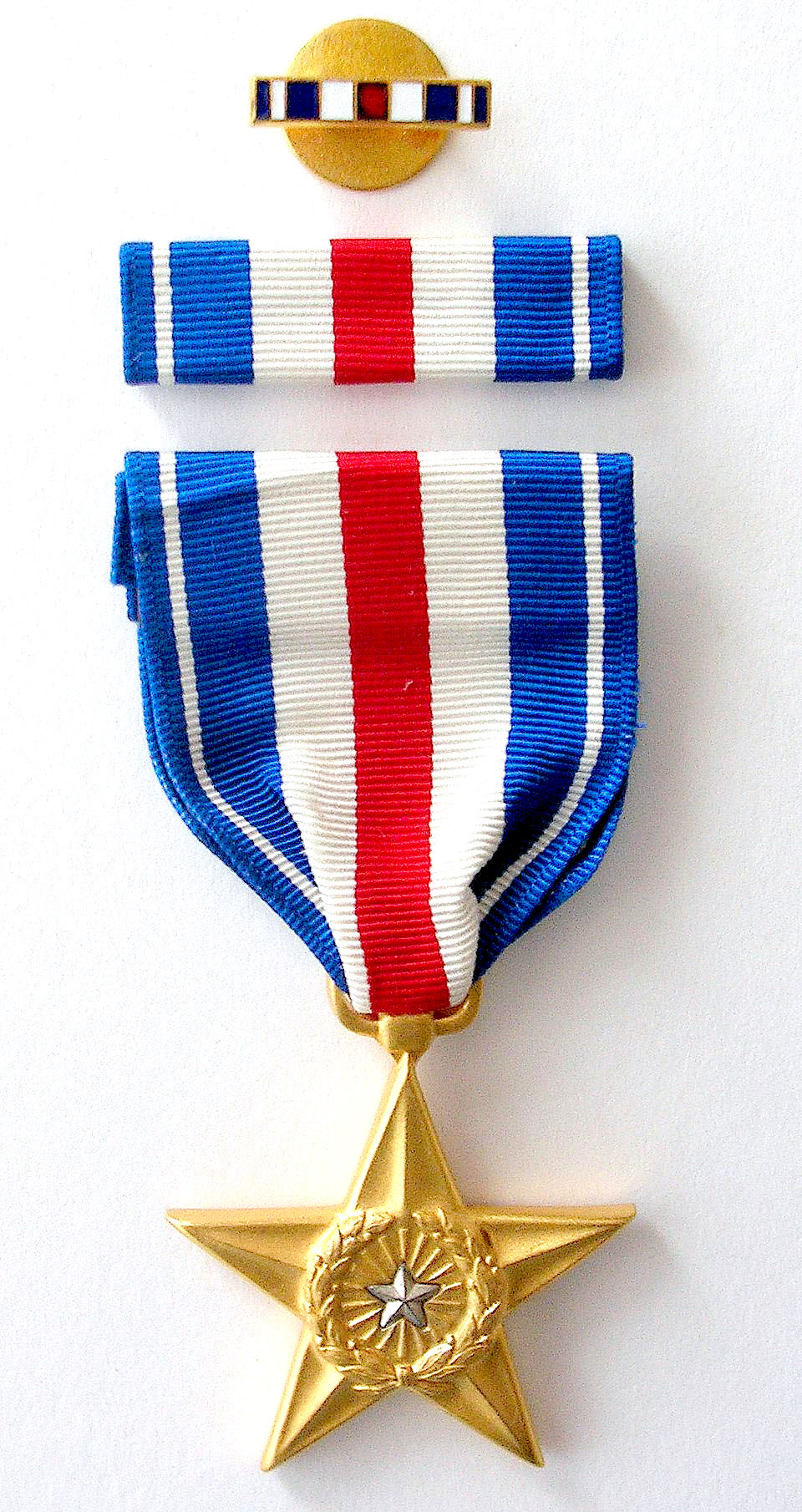
Silver Star

## Persoane notabile care au primit decorația
| - Joseph H. Albers - John R. Alison - Terry de la Mesa Allen, Sr. - William Brantley Aycock - Peter Badcoe (two awards) - Antonio Rodríguez Balinas - Robert H. Barrow - Olinto Barsanti - César Basa - Harry F. Bauer - Charles Alvin Beckwith - David Bellavia - Rafael Celestino Benítez - Albert Blithe - Richard Bong - Bruce Godfrey Brackett - Omar Bradley - Maurice L. Britt - Phil H. Bucklew - Arleigh Burke - Jess Cain - Agustín Ramos Calero - Modesto Cartagena - Johnny Checketts - David Christian - Nestor Chylak - Wesley Clark - Max Cleland - Lynn Compton - Louis Cukela - Roy M. Davenport - Juan César Cordero Dávila - Benjamin O. Davis Jr. - Ray Davis - James H. Doolittle - Hugh A. Drum - Charles Durning - Graves B. Erskine - Douglas Fairbanks Jr. - Joseph A. Farinholt - Bernard Fisher - Wayne Fisk - Ronald Fogleman - Mayhew Foster - Guy Gabaldon - James M. Gavin - Hobart R. Gay - Jerauld R. Gentry - John J. Gilligan - Luigi Giorgi (italian) - David L. Grange (trei decorații) - John Campbell Greenway | - William Guarnere - Ed Guthman - David Hackworth (zece decorații) - Alexander Haig - Robert Halperin - Iceal Hambleton - Edward Hardin - Tom Harmon - Raymond Harvey - Carlos Hathcock - Sterling Hayden - Diego E. Hernández - Clifford B. Hicks - Thomas Taro Higa - Charles Franklin Hildebrand - David Lee "Tex" Hill - Tony Hillerman - Lucius Roy Holbrook - Gordon Pai'ea Chung-Hoon - Joe R. Hooper - Robert L. Howard - Clifton James - Jean, Grand Duke of Luxembourg - Lyndon B. Johnson - Sam Johnson (două decorații) - James L. Jones - John Kerry - Charles C. Krulak - Henry Louis Larsen (trei decorații) - Ben Lear - John C. H. Lee - Kurt Chew-Een Lee - Homer Litzenberg - Elliott Loughlin (două decorații) - Douglas MacArthur (șapte decorații) - Fred K. Mahaffey (trei decorații) - Louis de Maigret - Peyton C. March - Richard Marcinko - George Marshall - Richard Marshall - John McCain - Sid McMath - Merrill A. McPeak - Charles B. McVay III - Daniel J. Miller - Michael A. Monsoor - Cliff Montgomery - Audie Murphy (două decorații) - Raymond Murray (patru decorații) - Bismarck Myrick - Oliver North - Mike O'Callaghan - Eric T. Olson | - George S. Patton - George Patton IV - Keith Payne - Endicott Peabody - John J. Pershing - Basil L. Plumley - Harvey Possinger - Charles E. Potter - Tommy Prince - Chesty Puller - Edward F. Rector - Stephen C. Reich - Robert B. Rheault - Karl W. Richter - Matthew Ridgeway (două decorații) - Pedro Rodriguez - Robert Rosenthal - Barney Ross - James N. Rowe - Dick Rutan - Wade Sanders (retras mai târziu) - Paul Saunders - Leonard T. Schroeder Jr. - Arthur D. Simons - Rodger W. Simpson - H. Norman Schwarzkopf - Sidney Shachnow - Frederick W. Smith - Oliver Prince Smith - Ronald Speirs - Brian Stann - James Stockdale (patru decorații) - George L. Street III - Samuel D. Sturgis Jr. - Richard K. Sutherland - Pat Tillman - Michel Thomas - William F. Train II - Paul K. Van Riper - James Van Fleet (trei decorații) - Humbert Roque Versace - Donald Walters - John T. Walton - Billy Waugh - Jim Webb - Charles Willeford - Jerauld Wright - Tahsin Yazıcı - Chuck Yeager (două decorații) - Elton Younger - Douglas A. Zembiec |